# Kimmo Savolainen
Kimmo Savolainen (* 2. August 1974 in Siilinjärvi) ist ein ehemaliger finnischer Skispringer und arbeitet seit 2013 im Trainerteam der italienischen Nationalmannschaft der Nordischen Kombination.

## Werdegang

### Sportliche Laufbahn
Savolainen startete im März 1994 in Lahti erstmals im Skisprung-Weltcup. Zunächst nahm er nur sporadisch an Weltcup-Springen teil, konnte dabei jedoch erste Platzierungen unter den Besten 15 erzielen. Ab der Saison 1995/96 trat er durchgehend am Weltcup an. Zu Beginn der Saison belegte er in der Regel Plätze im Mittelfeld. Bei der im Februar 1996 am Kulm stattfindenden Skiflug-Weltmeisterschaft 1996 belegte er den 31. Rang. Nach der Weltmeisterschaft steigerte sich seine Leistung sprunghaft, und er konnte beim folgenden Weltcup in Iron Mountain den dritten Platz belegen. Eine Woche später, am 28. Februar 1996 konnte er beim Weltcupspringen in Kuopio den einzigen Weltcupsieg seiner Karriere feiern. Danach ließ seine Form wieder etwas nach und er platzierte sich bis zum Ende der Saison zumeist unter den besten 20. In der folgenden Saison 1996/97 kämpfte er zumeist um den Einzug in den zweiten Durchgang, kurz vor Ende der Saison konnte er jedoch mit einem fünften Platz in Lahti seine Bilanz verbessern. 1997/98 war seine Form wieder stabiler und er konnte durchweg Platzierungen im vorderen Mittelfeld für sich verbuchen und mehrfach unter die besten Zehn vorstoßen. Nach dieser Saison beendete Savolainen seine aktive Karriere.

### Trainertätigkeit
Seit 2003 war Savolainen als Juniorentrainer für die Nordische Kombination tätig. Bereits 2004 wurde ihm der Posten des Trainers der finnischen B-Nationalmannschaft übertragen. 2006 wechselte er schließlich zur A-Nationalmannschaft und nahm dort zunächst die Rolle des Co-Trainers wahr. Nach der Beendigung des Engagements des bisherigen Cheftrainers Jouko Karjalainen war Savolainen von 2007 bis 2009 der verantwortliche Cheftrainer der finnischen Nationalmannschaft der Nordischen Kombination. Seit 2013 arbeitet Savolainen im Trainerteam der italienischen Nordischen Kombinierer.

## Erfolge

### Weltcupsiege im Einzel
| Nr. | Datum            | Ort    | Typ           |
| --- | ---------------- | ------ | ------------- |
| 1.  | 28. Februar 1996 | Kuopio | Normalschanze |

### Weltcup-Platzierungen
| Saison  | Platz | Punkte |
| ------- | ----- | ------ |
| 1993/94 | 68.   | 016    |
| 1994/95 | 67.   | 024    |
| 1995/96 | 21.   | 308    |
| 1996/97 | 45.   | 073    |
| 1997/98 | 19.   | 262    |

### Grand-Prix-Platzierungen
| Saison | Platz | Punkte |
| ------ | ----- | ------ |
| 1995   | 60.   | 0183   |
| 1996   | 27.   | 037    |